# Xylopteryx cowani
Xylopteryx cowani är en fjärilsart som beskrevs av Pierre E.L. Viette 1972. Xylopteryx cowani ingår i släktet Xylopteryx och familjen mätare. Inga underarter finns listade i Catalogue of Life.